# Хейдер, Билл
Уи́льям То́мас Хе́йдер-мла́дший (англ. William Thomas Hader Jr.; род. 7 июня 1978) — американский актёр, комик, сценарист, продюсер и режиссёр. Лауреат трёх премий «Эмми», а также номинант на премию «Золотой глобус». Хейдер добился известности благодаря работе над варьете-шоу «Saturday Night Live», принёсшей ему две номинации на премию «Эмми», а также награду Пибоди. Начиная с 2018 года, он исполняет ведущую роль в сериале HBO «Барри», где также выступает сосоздателем. За свою работу над шоу он выиграл премии «Эмми», Гильдии режиссёров и сценаристов США, а также был номинирован на «Золотой глобус». Он также является создателем псевдодокуменального телесериала «Документалистика сегодня!» (2015 — н. в.).
Хейдер известен по ролям второго плана в таких фильмах, как «SuperПерцы» (2007), «Солдаты неудачи» (2008), «В пролёте» (2008), «Парк культуры и отдыха» (2009), «Пол: Секретный материальчик» (2011), «Люди в чёрном 3» (2012), «План Мэгги» (2015) и «Оно 2» (2019), а также по главным ролям в фильмах «Близнецы» (2014) и «Девушка без комплексов» (2015). Среди проектов Хейдера как актёра озвучивания числятся такие мультфильмы, как франшиза «Облачно, возможны осадки в виде фрикаделек» (2009—2014), «Университет монстров» (2013), «Турбо» (2013), «Головоломка» (2015), «В поисках Дори» (2016), франшиза «Angry Birds» (2016—2019) и «Ральф против Интернета» (2018).

## Ранняя жизнь
Хейдер родился в Талсе, Оклахома, США, в семье Шерри Рене (урождённой Паттон) и Уильяма Томаса Хейдера. Его отец владел компанией по авиаперевозкам и работал ресторанным менеджером и дальнобойщиком, а также периодически выступал как стендап-комик; его мать была учительницей по танцам. У него есть две младшие сестры, Кэти и Кара.
Он учился в начальной школе Патрика Генри, позже в школе Эдисон, после чего в подготовительной школе Касция Холл. Позже он учился в Институте искусств Финикса и Скоттсдейлском колледже.

## Карьера
Мечты Хейдера стать комиком привели к тому, что он поехал в Лос-Анджелес, где он присоединился к комедийной группе Second City, которая известна тем, что многие её участники оказывались в Saturday Night Live ещё с 1970-х годов. Он выступал на сцене iO West в Лос-Анджелесе. Во время его работы в группе он работал также ассистентом при разработке DVD Empire Of Dreams: The Story of the Star Wars Trilogy и Collateral Damage, также при реалити-шоу на канале VH1 The Surreal Life.

### Saturday Night Live
Билла Хейдер заметила Меган Мулали из сериала «Уилл и Грейс» во время работы с комедийной группой troupe «Animals from the Future». Мулали рассказала о нём главному продюсеру SNL Лорну Майклсу. 1 октября 2005 года он совершил свой дебют на сцене SNL, играя психолога, который делился своими взглядами об аварийной посадке самолёта рейса 292 авиалинии JetBlue Airways. Хейдер известен своими пародиями на известных людей, среди которых Винсент Прайс, Аль Пачино, Брайан Грейзер, Рик Перри, Джон Малкович, Джеймс Карвил, Джулиан Ассанж, Элиот Спитцер, Алан Алда и Чарли Шин.
19 июля 2012 года было объявлено, что Билл Хейдер был номинирован на награду «Эмми» в номинации «Лучший актёр второго плана в комедийном телесериале» за его работу на Saturday Night Live. Он стал первым членом команды SNL мужского пола, получившим номинацию, после Эдди Мёрфи.

### Пародии
Билл Хейдер рассказал, что он делал пародии на своих учителей, когда учился в школе, но никогда не пробовал делать пародий на известных людей, пока не решил пойти на прослушивание в Saturday Night Live. Его пародия на Аль Пачино была основана на речи актёра во время получения награды «Эмми» за мини-сериал «Ангелы в Америке». Пародия на Винсента Прайса происходит от фильмов с ним по мотивам рассказов Эдгара Аллана По.
Другие его пародии с Saturday Night Live: бывший губернатор Элиот Спитцер, гитарист Линдсей Бакингем из группы Fleetwood Mac, Майкл Сорентино с реалити-шоу канала MTV Jersey Shore, фронтмен группы Pearl Jam Эдди Веддер, Дэйв Мэтьюс, Джон Бейнер, Бен Манкевич, Джон Мейер, Конан О’Брайан, Алан Альда, Мехмед Оз, Рик Перри, Чарли Шин, политтехнолог Джеймс Карвил, Клинт Иствуд и Тим Бёртон.
Хейдер также известен из-за своей жуткой пародии на ведущего программы канала NBC Dateline Кита Моррисона. Хейдер пародирует его стиль репортажей, особенно факт, что Моррисон часто кажется слишком заинтересованным в преступлениях, которые он описывает, задаёт страшные и бессмысленные вопросы. После того как Хейдер узнал, что Моррисон работает в том же здании, где снимается Saturday Night Live, он признался, что боится встретить Моррисона в лифте.
В декабре 2010 года он сыграл Джулиана Ассанжа, основателя WikiLeaks, который прерывает эфир из британской тюрьмы.
Билл Хейдер и Кристен Виг не только часто вместе выступали в одних скетчах в SNL, но и играли вместе во многих фильмах. После того как Виг покинула Saturday Night Live, многие скетчи Хейдера были сняты с эфира.

### Роли в фильмах
Хейдер впервые появился на широком экране вместе с Оуэном Уилсоном и Мэттом Диллоном в «Он, я и его друзья». После этого он играл в таких фильмах, как «Немножко беременна» вместе с Кэтрин Гейгл, «Лихач» (вместе с Энди Сэмбергом с SNL), «Братья Соломон» и в «SuperПерцах», где он сыграл офицера Слатера. Эта роль сделала его известным публике, и после неё он появился в таких популярных программах, как Total Request Live, The Tonight Show и MTV Video Music Awards.
Хейдер появился ещё в двух проектах Джадда Апатоу — «В пролёте» и «Ананасовый экспресс» (вместе с Сетом Рогеном). Также появился в «Солдатах неудачи».
Билл играл в фильме режиссёра Грега Моттолы «Парк культуры и отдыха». Также сыграл в другом фильме Моттолы «Пол: Секретный материальчик».
Хейдер сделал несколько короткометражных фильмов, включая Back in the Day, Sounds Good to Me: Remastering the Sting и The Jeannie Tate Show вместе со сценаристом SNL Лиз Качовски и своей женой Мэгги Кэри.
У Билла была небольшая роль в фильме Джека Блэка и Майкла Серы «Начало времён».
Актёр озвучил главного героя Флинта Локвуда в мультфильме «Облачно, возможны осадки в виде фрикаделек», который был хорошо воспринят критиками. Также озвучил Газель в мультфильме «Ледниковый период 3: Эра динозавров».
Хейдер сыграл в фильме «Ночь в музее 2» генерала Джорджа Армстронга Кастера.
Билл озвучил фильм «Скотт Пилигрим против всех». Он сыграл Голос, бестелесный голос, который появлялся в некоторых частях фильма, особенно во время сцен битвы.
Хейдер написал сценарий к фильму, продюсером которого должен стать Джадд Апатоу, в котором он и сыграет, если Джадд Апатоу согласится.
В апреле 2009 года Хейдер был в списке журнала Vanity Fair «Новые Легенды Комедии».
В фильме «Люди в чёрном 3» Хейдер сыграл Энди Уорхола, американского художника, который в фильме был известен как агент W.
В мультфильме «Angry Birds в кино» и его продолжении Билл озвучил Леонарда Бородача, правителя Острова свиней.
В 2024 году Хейдер был назначен на роль Кота в шляпе в одноимённом анимационном мультфильме, премьера которого назначена на 27 февраля 2026 года.

### Другие работы
Хейдер был консультантом во время 12-го сезона «Южного парка». Он также был продюсером 13-го сезона, премьера которого состоялась 11 марта 2009 года. Хейдер был среди продюсеров, которые выиграли «Эмми» за лучший мультсериал. Он также появился в комментариях на Blu-Ray Edition South Park: Bigger, Longer and Uncut и в документальном фильме о продукции серии «Южного парка» канала Comedy Central «South Park: 6 Days to Air».
Хейдер выиграл Peabody Award за участие в политической сатире 2008 Saturday Night Live.
Хейдер также озвучил разных персонажей второго сезона Xavier: Renegade Angel на Adult Swim.
Он и Сет Майерс, с которым Билл Хэйдер работает на SNL, написали маленькую историю о Человеке-пауке «Spider-Man: The Short Halloween», название которой ссылается на историю другого комикса, «The Long Halloween», из истории о Бэтмене. Эту историю проиллюстрировал Кевин Магваер, она вышла 29 марта 2009 года и была положительно оценена критиками.
Джейсон Паблик на своём блоге объявил, что Хейдер будет новым голосом Профессора Импосибл четвёртого сезона The Venture Brothers, которого ранее озвучивал Стивен Кольбер.
В игре Grand Theft Auto IV он озвучивал Уилсона Тейлора Синьора.
Хейдер также появился на Tim and Eric Awesome Show, где он пародировал Джеймса Хила в серии «Джаз».
В июне 2008 года Хейдер сыграл, прежде написав к нему сценарий, в интернет-сериале The Line Crackle.
Он также озвучил аудиокнигу Сары Уовел The Wordy Shipmates.
Он также озвучил стручка в Aqua Teen Hunger Force в серии «IAMAPOD», а также Гитлера в серии «Der Inflatable Fuhrer.»
Хейдер играл Кевина, сопилота Мэтта Деймона, в серии сериала «30 потрясений», которая проходила 14 октября 2010 года.
Хейдер также был ведущим сезона 2011 года Essentials, Jr. На Turner Classic Movies.
В 2015 году Билл объединился с друзьями по Saturday Night Live Фредом Армисеном, Сетом Майерсом и создателем SNL Лорном Майклзом, для работы над псевдодокументальным сериалом Документалистика Сегодня!, второй сезон которого начал транслироваться на канале IFC в сентябре 2016 года.

## Личная жизнь
В 2006 году Хейдер женился на режиссёре Мэгги Кэри. У пары есть три дочери — Ханна (род. 6 октября 2009), Харпер (род. 28 июля 2012) и Хейли (род. 15 ноября 2014). В ноябре 2017 стало известно, что Хейдер и Кэри подали на развод, который был завершён в марте 2018 года.

## Фильмография
| Год       |    | Русское название                           | Оригинальное название                          | Роль                             |
| --------- | -- | ------------------------------------------ | ---------------------------------------------- | -------------------------------- |
| 2005      | тф | —                                          | Uncommon Sense                                 | лакей                            |
| 2006      | ф  | Он, я и его друзья                         | You, Me and Dupree                             | Марк                             |
| 2007      | ф  | Немножко беременна                         | Knocked Up                                     | Брент                            |
| 2007      | ф  | Лихач                                      | Hot Rod                                        | Дэйв                             |
| 2007      | ф  | SuperПерцы                                 | Superbad                                       | офицер Слейтер                   |
| 2008      | ф  | В пролёте                                  | Forgetting Sarah Marshall                      | Брайан Бреттер                   |
| 2008      | ф  | Ананасовый экспресс: Сижу, курю            | Pineapple Express                              | рядовой Миллер                   |
| 2008      | ф  | Солдаты неудачи                            | Tropic Thunder                                 | Роб Слолом                       |
| 2009      | ф  | Парк культуры и отдыха                     | Adventureland                                  | Бобби                            |
| 2009      | ф  | Ночь в музее 2                             | Night at the Museum: Battle of the Smithsonian | Джордж Армстронг Кастер          |
| 2009      | ф  | Начало времён                              | Year One                                       | шаман                            |
| 2009      | мф | Ледниковый период 3: Эра динозавров        | Ice Age: Dawn of the Dinosaurs                 | газель                           |
| 2009      | мф | Облачно, возможны осадки в виде фрикаделек | Cloudy with a Chance of Meatballs              | Флинт Локвуд                     |
| 2010      | ф  | Скотт Пилигрим против всех                 | Scott Pilgrim vs. the World                    | Голос                            |
| 2011      | ф  | Пол: Секретный материальчик                | Paul                                           | Хаггард                          |
| 2011      | мф | Красная Шапка против зла                   | Hoodwinked Too! Hood vs. Evil                  | Гензель                          |
| 2012      | ф  | Люди в чёрном 3                            | Men in Black 3                                 | агент W Энди Уорхол              |
| 2013      | мф | Университет монстров                       | Monsters University                            | рефери / слизень                 |
| 2013      | мф | Турбо                                      | Turbo                                          | Гай Ганье                        |
| 2013      | ф  | С кем переспать?!                          | The To Do List                                 | Вилли Маклеан                    |
| 2013      | тф | Завершить историю                          | Clear History                                  | Рэгс                             |
| 2013      | ф  | Исчезновение Элеанор Ригби: Она            | The Disappearance of Eleanor Rigby: Her        | Стюарт                           |
| 2013      | ф  | Исчезновение Элеанор Ригби: Он             | The Disappearance of Eleanor Rigby: Him        | Стюарт                           |
| 2013      | мф | Облачно, возможны осадки: Месть ГМО        | Cloudy with a Chance of Meatballs 2            | Флинт Локвуд                     |
| 2014      | ф  | Близнецы                                   | The Skeleton Twins                             | Майло Дин                        |
| 2014      | ф  | Они пришли вместе                          | They Came Together                             | Кайл                             |
| 2014      | ф  | Исчезновение Элеанор Ригби                 | The Disappearance of Eleanor Rigby             | Стюарт                           |
| 2015      | ф  | Любовная загвоздка                         | Accidental Love                                | доктор Тарнстел                  |
| 2015      | ф  | Девушка без комплексов                     | Trainwreck                                     | доктор Аарон Коннерс             |
| 2015      | мф | Головоломка                                | Inside Out                                     | Страх                            |
| 2015      | ф  | План Мэгги                                 | Maggie's Plan                                  | Тони                             |
| 2016      | мф | Angry Birds                                | Angry Birds                                    | Леонард Бородач                  |
| 2016      | ф  | Большой и добрый великан                   | The BFG                                        | Кровобрюх                        |
| 2016      | мф | В поисках Дори                             | Finding Dory                                   | Стэн                             |
| 2016      | мф | Полный расколбас                           | Sausage Party                                  | Огненная вода, Текила, Эль Гуако |
| 2017      | ф  | Могучие рейнджеры                          | Power Rangers                                  | Альфа 5                          |
| 2018—2023 | с  | Барри                                      | Barry                                          | Барри Беркман / Барри Блок       |
| 2018      | мф | Ральф против интернета                     | Ralph Breaks the Internet                      | Спамли                           |
| 2019      | мф | Angry Birds 2 в кино                       | The Angry Birds Movie 2                        | Леонард Бородач                  |
| 2019      | ф  | Оно 2                                      | It: Chapter Two                                | Ричи Тозиер                      |
| 2019      | ф  | Ноэль                                      | Noelle                                         | Ник Крингл                       |
| 2021      | мс | М.О.Д.О.К.                                 | Marvel's M.O.D.O.K.                            | Сэмюэл Стерн / Лидер             |
| 2021      | мф | Семейка Аддамс: Горящий тур                | The Addams Family 2                            | Сайрус Стрэндж                   |
| 2023      | ф  | Все страхи Бо                              | Beau Is Afraid                                 | курьер UPS                       |
| 2026      | мф | Кот в шляпе                                | The Cat in the Hat                             | Кот в шляпе                      |

## Награды и номинации
| Год  | Награда                                  | Категория                                                        | Работа                             | Результат |
| ---- | ---------------------------------------- | ---------------------------------------------------------------- | ---------------------------------- | --------- |
| 2009 | Премия «Готэм»                           | Лучший актёрский ансамбль                                        | «Парк культуры и отдыха»           | Номинация |
| 2009 | Прайм-тайм премия «Эмми»                 | Лучшая анимационная программа                                    | «Южный парк»                       | Победа    |
| 2011 | Прайм-тайм премия «Эмми»                 | Лучшая анимационная программа                                    | «Южный парк»                       | Номинация |
| 2012 | Прайм-тайм премия «Эмми»                 | Лучший актёр второго плана в комедийном телесериале              | «Субботним вечером в прямом эфире» | Номинация |
| 2013 | Прайм-тайм премия «Эмми»                 | Лучший актёр второго плана в комедийном телесериале              | «Субботним вечером в прямом эфире» | Номинация |
| 2014 | Американская комедийная премия           | Лучший актёр второго плана на телевидении                        | «Субботним вечером в прямом эфире» | Победа    |
| 2014 | Прайм-тайм премия «Эмми»                 | Лучшая анимационная программа                                    | «Южный парк»                       | Номинация |
| 2014 | Премия «Готэм»                           | Лучший актёр                                                     | «Близнецы»                         | Номинация |
| 2014 | Премия союза женщин-критиков             | Лучшая экранная пара                                             | «Близнецы»                         | Победа    |
| 2015 | Премия канала «MTV»                      | Лучший музыкальный момент                                        | «Близнецы»                         | Номинация |
| 2015 | Прайм-тайм премия «Эмми»                 | Лучший приглашённый актёр в комедийном телесериале               | «Субботним вечером в прямом эфире» | Номинация |
| 2015 | Прайм-тайм премия «Эмми»                 | Лучшая анимационная программа                                    | «Южный парк»                       | Номинация |
| 2016 | Премия «Выбор критиков»                  | Лучший актёр в комедийном фильме                                 | «Девушка без комплексов»           | Номинация |
| 2016 | Прайм-тайм премия «Эмми»                 | Лучшее скетчевое варьете                                         | «Документалистика сегодня!»        | Номинация |
| 2017 | Прайм-тайм премия «Эмми»                 | Лучшее скетчевое варьете                                         | «Документалистика сегодня!»        | Номинация |
| 2017 | Прайм-тайм премия «Эмми»                 | Лучшая анимационная программа                                    | «Южный парк»                       | Номинация |
| 2018 | Прайм-тайм премия «Эмми»                 | Лучший приглашённый актёр в комедийном телесериале               | «Субботним вечером в прямом эфире» | Номинация |
| 2018 | Прайм-тайм премия «Эмми»                 | Лучший мужская роль в комедийном сериале                         | «Барри»                            | Победа    |
| 2018 | Прайм-тайм премия «Эмми»                 | Лучшая режиссура комедийного сериала                             | «Барри»                            | Номинация |
| 2018 | Прайм-тайм премия «Эмми»                 | Лучший сценарий комедийного сериала                              | «Барри»                            | Номинация |
| 2018 | Премия Ассоциации телевизионных критиков | Личные достижения в комедии                                      | «Барри»                            | Номинация |
| 2019 | Премия «Золотой глобус»                  | Лучшая мужская роль в телевизионном сериале — комедия или мюзикл | «Барри»                            | Номинация |
| 2019 | Премия «Выбор телевизионных критиков»    | Лучшая мужская роль в комедийном сериале                         | «Барри»                            | Победа    |
| 2019 | Премия «Спутник»                         | Лучшая мужская роль — комедия или мюзикл                         | «Барри»                            | Победа    |
| 2019 | Премия Гильдии продюсеров США            | Лучший эпизод комедийного сериала                                | «Барри»                            | Номинация |
| 2019 | Премия Гильдии режиссёров Америки        | Лучшая режиссура комедийного телесериала                         | «Барри»                            | Победа    |
| 2019 | Премия Гильдии сценаристов США           | Лучший комедийный телесериал                                     | «Барри»                            | Номинация |
| 2019 | Премия Гильдии сценаристов США           | Лучший новый телесериал                                          | «Барри»                            | Победа    |
| 2019 | Премия Гильдии сценаристов США           | Лучший сценарий в эпизоде комедийного телесериала                | «Барри»                            | Победа    |
| 2019 | Премия Гильдии киноактёров США           | Лучшая мужская роль в комедийном сериале                         | «Барри»                            | Номинация |
| 2019 | Премия Гильдии киноактёров США           | Лучший актёрский состав в комедийном сериале                     | «Барри»                            | Номинация |
| 2020 | Премия «Выбор телевизионных критиков»    | Лучшая мужская роль в комедийном сериале                         | «Барри»                            | Победа    |
| 2020 | Премия Гильдии продюсеров США            | Лучший эпизод комедийного сериала                                | «Барри»                            | Номинация |
| 2020 | Премия Гильдии режиссёров Америки        | Лучшая режиссура комедийного телесериала                         | «Барри»                            | Победа    |
| 2020 | Премия Гильдии сценаристов США           | Лучший комедийный телесериал                                     | «Барри»                            | Победа    |
| 2020 | Премия Гильдии киноактёров США           | Лучшая мужская роль в комедийном сериале                         | «Барри»                            | Номинация |
| 2020 | Премия Гильдии киноактёров США           | Лучший актёрский состав в комедийном сериале                     | «Барри»                            | Номинация |
| 2020 | Премия «Золотой глобус»                  | Лучшая мужская роль в телевизионном сериале — комедия или мюзикл | «Барри»                            | Номинация |
| 2023 | Премия Гильдии режиссёров Америки        | Лучшая режиссура комедийного телесериала                         | «Барри»                            | Победа    |